# 张钹
张钹（1935年3月26日—），男，福建福州福清人，中国人工智能专家，中国人工智能领域奠基人之一，俄罗斯自然科学院外籍院士、中国科学院院士。现任清华大学人工智能研究院院长、清华大学信息学院学术委员会主任。主要从事人工智能、人工神经网络、遗传算法、分形和小波理论等研究。

## 生平
1946年，毕业于福清龙田毓德小学，并保送到龙田融美初级中学（现福清三中）。
1950年7月，初中毕业并就读于鹤龄英华中学。
1953年，以数理化三门满分的成绩，考入清华大学电机系。1956年，转读自动控制。1958年，从清华大学自动控制系毕业并留校。
1980年至1982年，為了補上文革混亂導致的落後局面，张钹被派在美国伊利诺大学做访问学者。

## 奖项和荣誉
1994年，当选俄罗斯自然科学院外籍院士。
1995年，当选中国科学院院士。
2011年，获得汉堡大学自然科学名誉博士。
2015年1月31日，获得CCF终身成就奖。
2019年，获得吴文俊人工智能最高成就奖。

## 家庭
- 祖父：张钢，清朝贡生，曾任福清县农会会长[1]。
- 父亲：张瑞樵，投身教育事业的爱国人士[1]。